# Julia Varela
Julia Varela Ruano (ur. 30 czerwca 1981 w Pontevedrze) – hiszpańska prezenterka telewizyjna i radiowa.

## Życiorys
Ukończyła dziennikarstwo na Uniwersytecie Complutense w Madrycie i rozpoczęła pracę u hiszpańskiego nadawcy Radiotelevisión Española (RTVE) jako prezenterka wiadomości w radiu.
Od 2013 pracuje jako reporterka telewizyjna dla Televisión Española (TVE) w programach takich jak: Comando Actualidad i La mañana de La 1.
Od 2015 wraz z Tonym Aguilarem jest komentatorką Konkursu Piosenki Eurowizji, a od 2018 Konkursu Piosenki Eurowizji Junior.